# Ernst Wilhelm von Graevenitz
Ernst Wilhelm von Graevenitz (* 29. Oktober 1693 in Hasselburg (Altmark); † 25. Februar 1765 in Schilde) war ein preußischer Offizier und Verwaltungsbeamter.

## Herkunft
Ernst Wilhelm von Graevenitz entstammte der Linie Schilde seines uradeligen altmärkischen Geschlechts. Er war der Sohn des preußischen Landrates der Prignitz Joachim von Graevenitz (1663–1740), Grundherr auf Dodow und Schilde, und der Clara Eleonore von Gadenstedt (1660–1700).

## Leben und Werdegang
Wie es bei den preußischen Adelsfamilien üblich war, trat er zunächst in die preußische Armee als Berufssoldat ein. In seiner beruflich-militärischen Karriere brachte er es allerdings nur bis zum Rang eines preußischen Kapitäns, da er nach dem 1740 eingetretenen Tod seines Vaters dessen Güter Schilde und Gottberg erbte und dann aus dem aktiven Dienst ausschied. Neben der Bewirtschaftung seiner Güter arbeitete er aber auch in der lokalen Verwaltung und wurde Landesdirektor der Prignitz, eine Stellung, die dem Umfang nach der Position eines lokalen Landrates, aber diesem als unmittelbarer Staatsbeamter übergeordnet, entsprach. Zusätzlich zu seinen Verwaltungsaufgaben war er Direktor, das heißt weltlicher Vorstand, des evangelischen Damenstifts Heiligengrabe in der Prignitz. Neben diesen verwaltungsmäßigen Aufgaben bekleidete seit 1763 das feudal-höfische Amt eines Erbtruchsessen der Mark Brandenburg.
Ernst Wilhelm von Graevenitz war zweimal verheiratet: Zuerst seit 1727 mit Louise von Rohr (* 22. November 1708; † 11. Juli 1736), dann seit 1737 mit Helene von Rohr (* 1712; † 22. November 1803), der Schwester seiner ersten Gemahlin.
Sein Sohn war der Rittmeister Georg Friedrich von Graevenitz (* 21. Dezember 1741; † 12. Januar 1778) Begründer der Linie Schilde-Quetz. Er war mit Dorothea Elisabeth von Kaphengst († 8. Oktober 1810) aus dem Haus Bresch verheiratet. Georg Friedrich wurde in der Gruft der Berliner Garnisonkirche beigesetzt.
Seine Tochter Julia Sophie (* 26. März 1729; † 20. August 1811)  war mit dem Generalmajor Georg Ludwig von Wiersbitzki verheiratet.